# خوسيه غوتيريز
خوسيه غوتيريز (بالإسبانية: José Gutiérrez)‏ هو متسابق يخت فنزويلي، ولد في 12 أكتوبر 1992.

## وصلات خارجية
- خوسيه غوتيريز على موقع اللجنة الأولمبية الدولية (الإنجليزية)
- خوسيه غوتيريز على موقع اللجنة الأولمبية الدولية (الإنجليزية)
- خوسيه غوتيريز على موقع أوليمبيديا (الإنجليزية)